# Strada Iuliu Maniu de Cluj-Napoca
El carrer Iuliu Maniu de Cluj-Napoca, que porta el nom del polític romanès Iuliu Maniu, és un carrer central de la ciutat romanesa de Cluj-Napoca, que connecta les places Avram Iancu i Unirii.
És paral·lel a les avingudes Eroilor i "21 Decembrie 1989". La part occidental del carrer — entre la plaça Unirii i el carrer Bolyai — va construir durant el segle xix de manera simètrica, amb l'estil arquitectònic eclèctic, conseqüència de la tendència urbanística de Haussmann. Es denomina comunament strada oglindă (carrer del mirall).